# NGC 2812
NGC 2812 é uma galáxia lenticular (S0) localizada na direcção da constelação de Cancer. Possui uma declinação de +19° 55' 09" e uma ascensão recta de 9 horas, 17 minutos e 40,8 segundos.
A galáxia NGC 2812 foi descoberta em 17 de Fevereiro de 1865 por Albert Marth.